# Arbre de Diane (chimie)
Pour les articles homonymes, voir Arbre de Diane.
L'Arbre de Diane, aussi appelé Arbre philosophique, est en chimie une végétation d'argent.

## L'Arbre de Diane en images

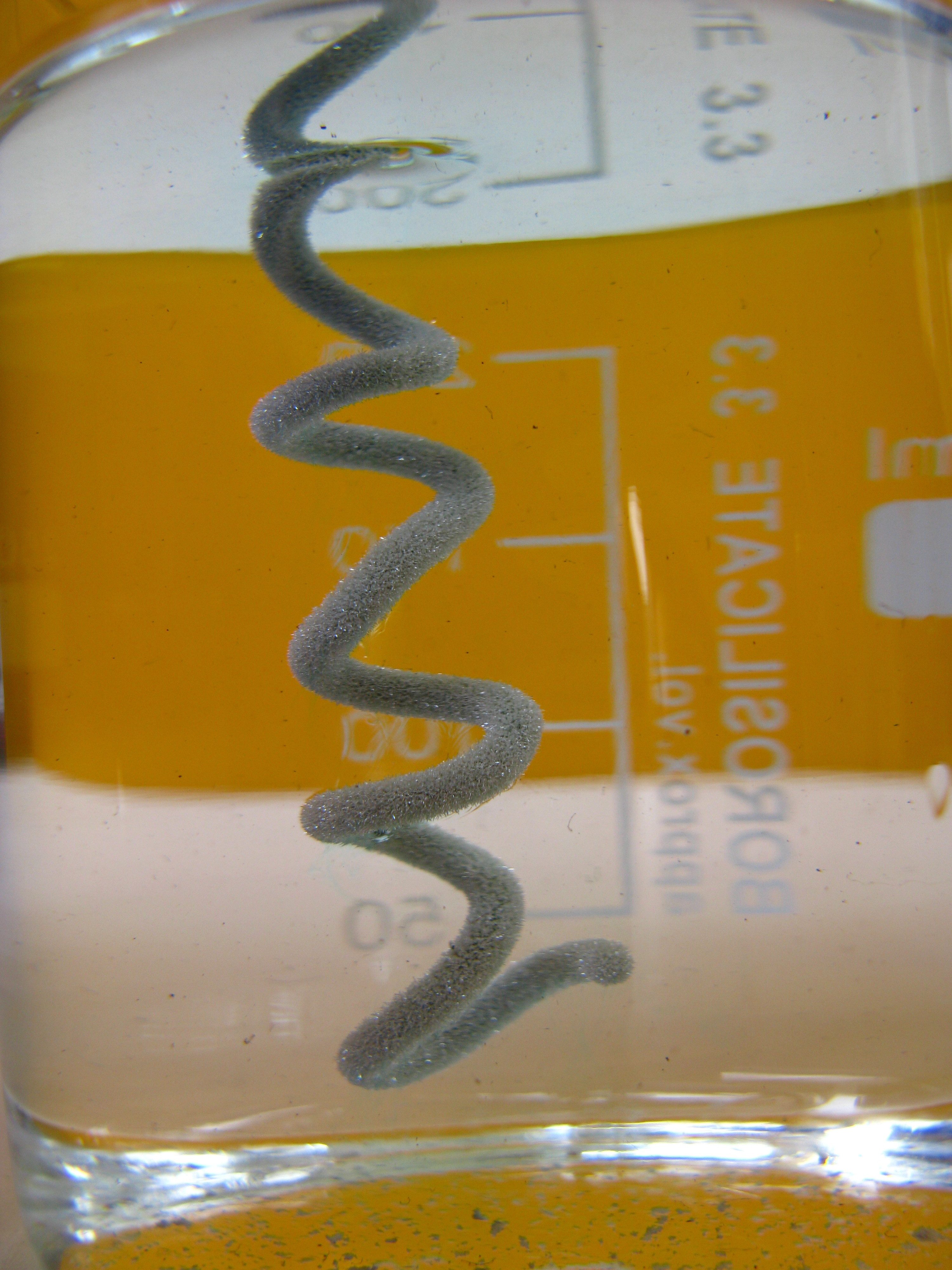
Arbre de Diane en début de réaction.
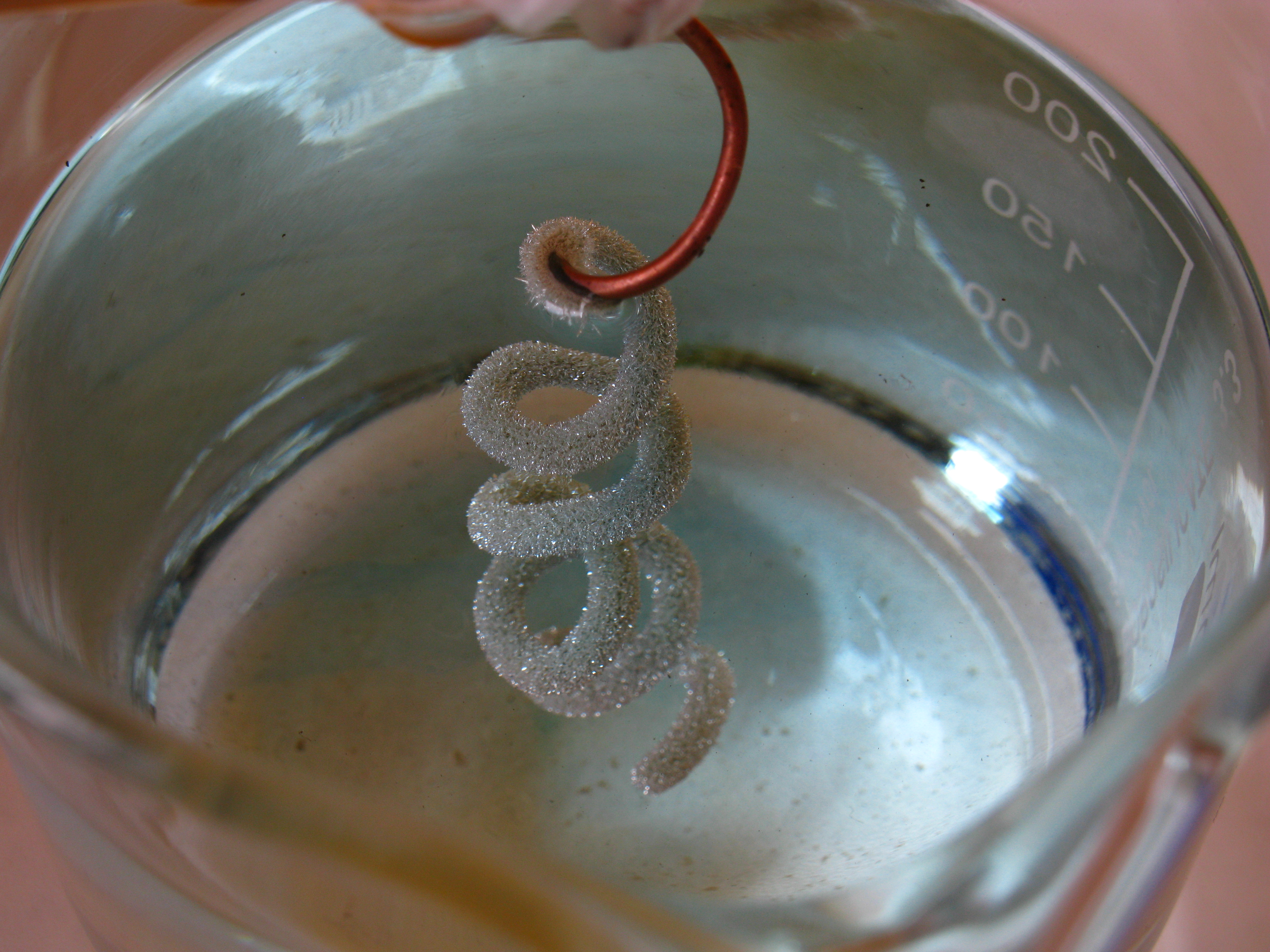
Arbre de Diane vu du dessus du bécher.
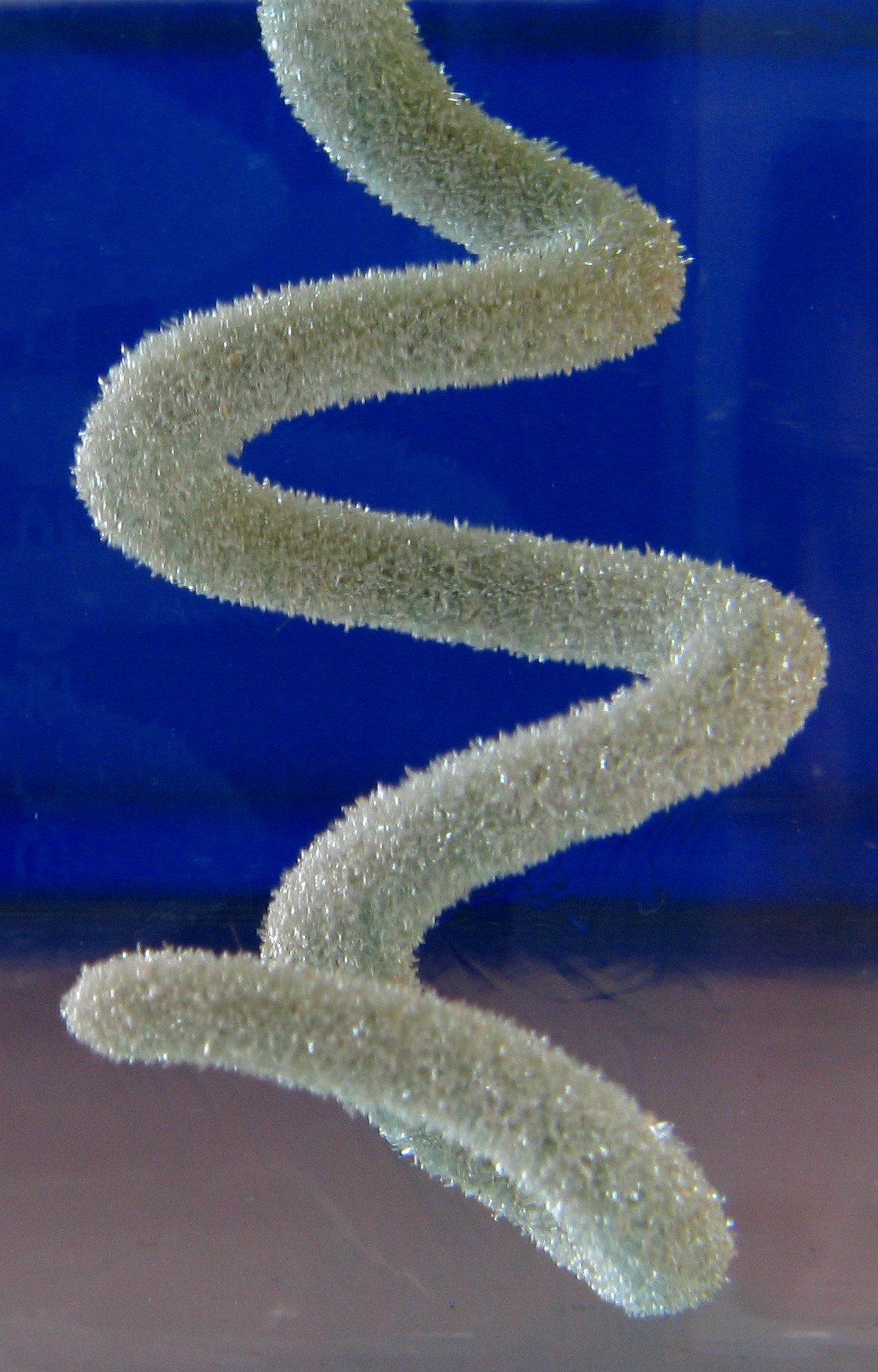
Arbre de Diane à un stade peu avancé.
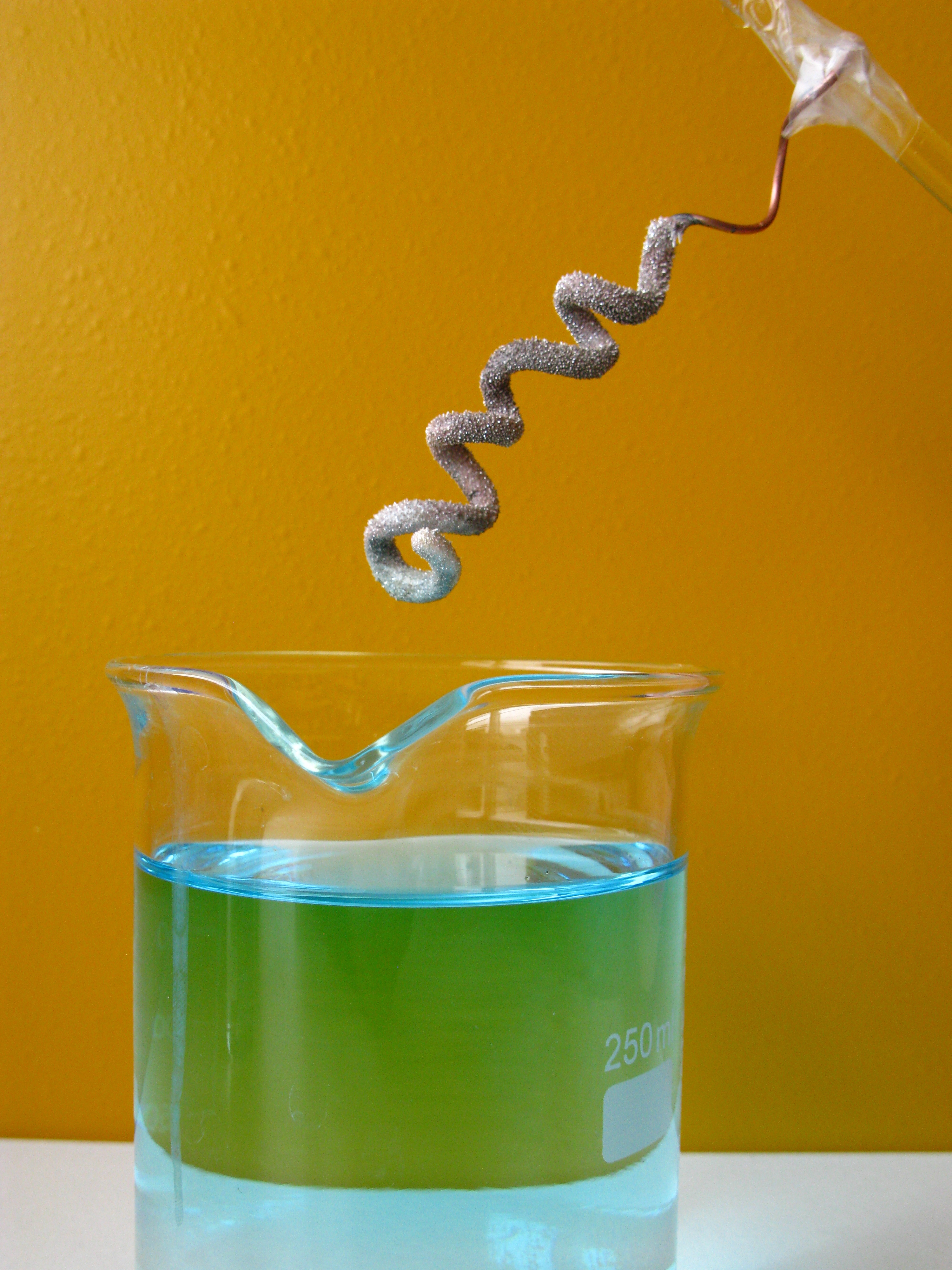
Arbre sorti du bécher, avec la solution de nitrate d'argent bleutée (dû aux ions Cu2+ apparus lors de la réaction).
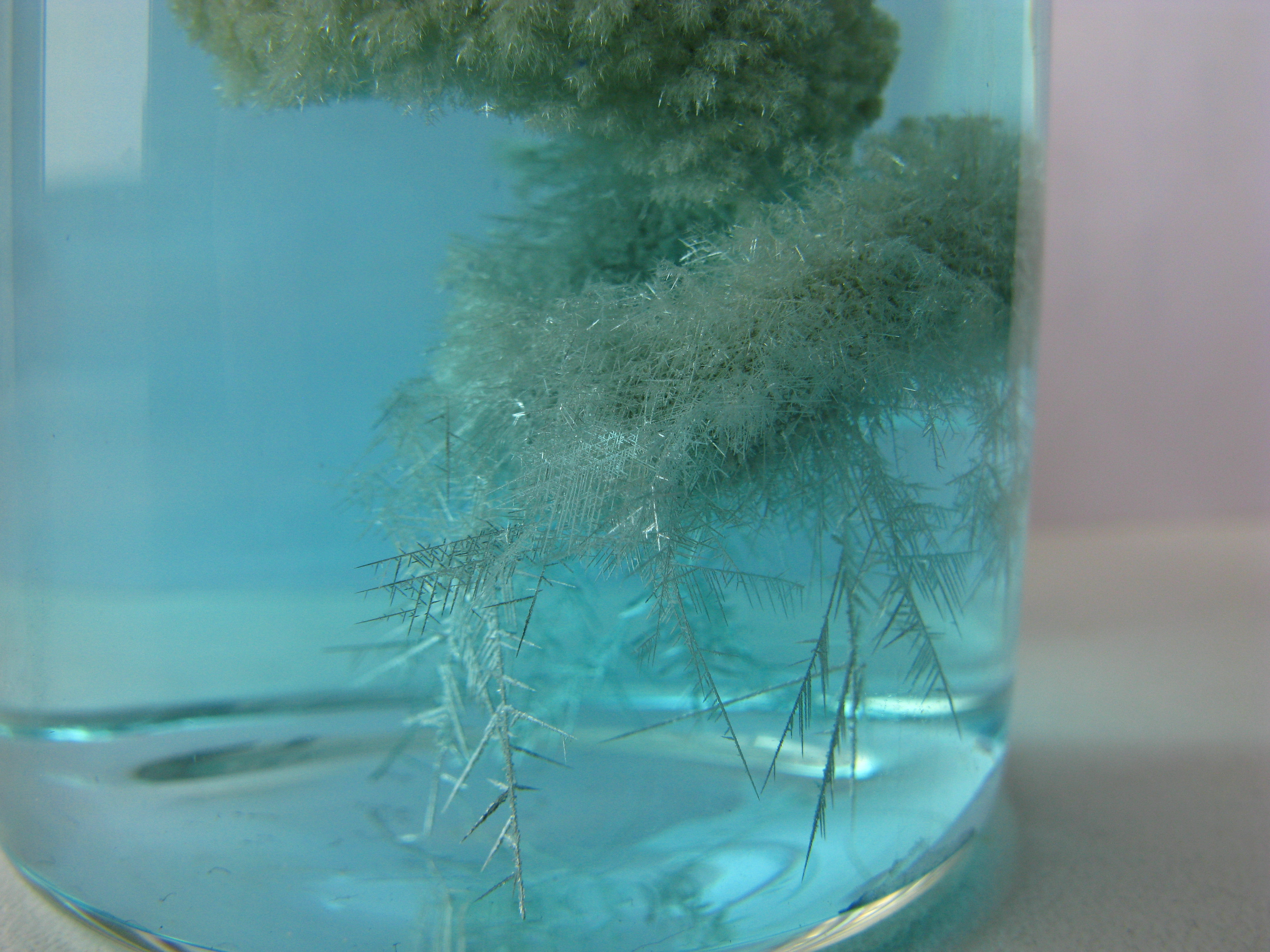
Détail de la partie inférieure d'un Arbre en fin de réaction.